# Bertha Palmer
Bertha Palmer (nascida Bertha Matilde Honoré; 22 de maio de 1849 - 5 de maio de 1918) era uma mulher de negócios, socialite e filantropa norte-americana.

## Biografia
Bertha Matilde Honoré nasceu em Louisville, Kentucky, seu pai era empresário Henry Hamilton Honoré. Bertha, conhecida na família como "Cissie," estudou em sua cidade natal e alcançou uma reputação como uma música talentosa, linguista proficiente, brilhante escritora, política capaz, e uma boa administradora.

## Casamento

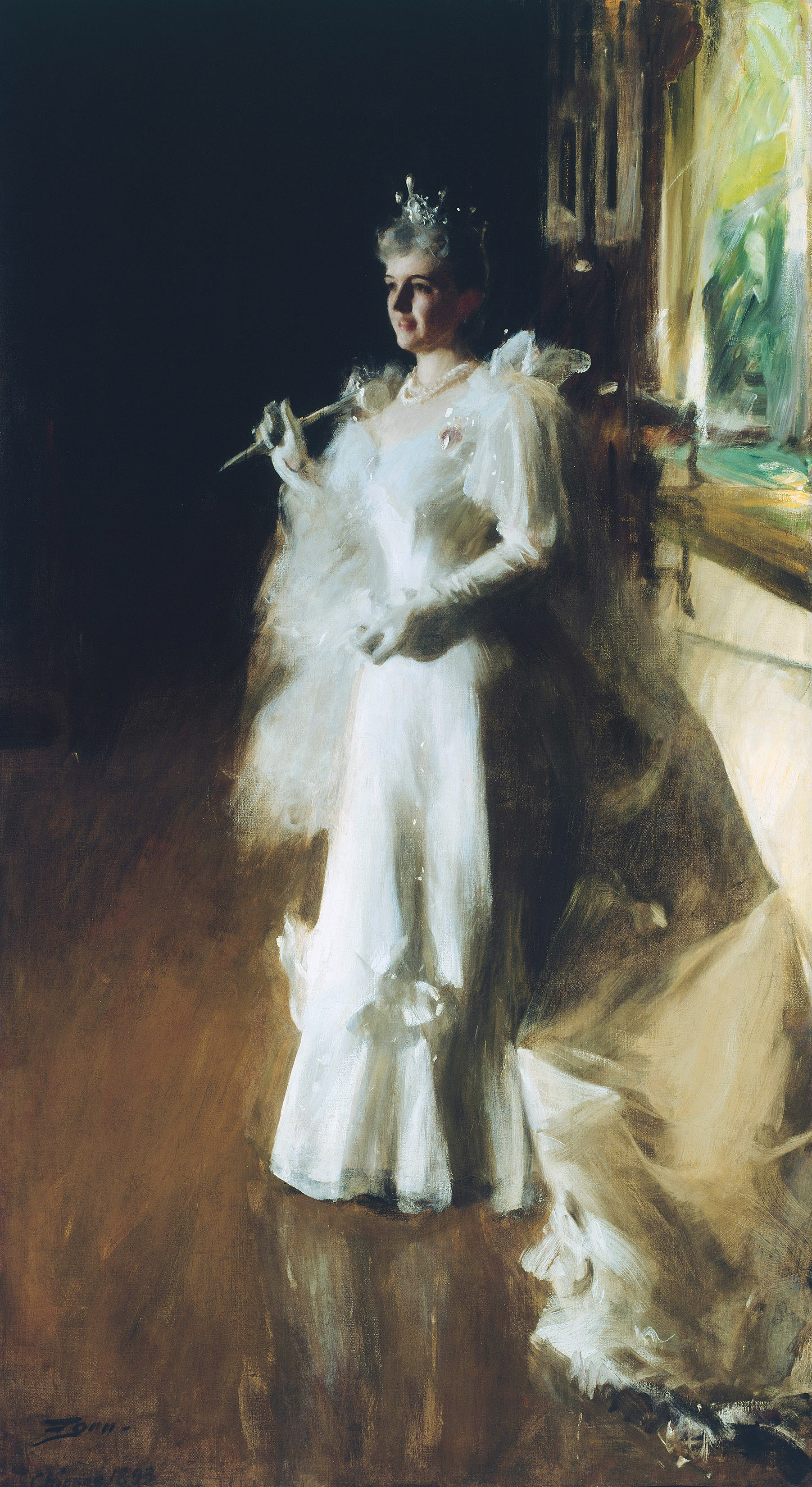
Retrato intitulado "Mrs. Potter Palmer" por Anders Zorn, 1893

Bertha Honoré casou em Chicago com o milionário Potter Palmer em 1870. Ela tinha vinte e um e ele tinha quarenta e quatro. Palmer era um comerciante Quaker que tinha chegado a Chicago depois de ter falhado duas vezes no negócio. Em Chicago, ele aprendeu a agradar seus clientes, muitos dos quais eram mulheres. Ele fez o serviço ao cliente uma prioridade e levou tudo, desde produtos secos para as últimas modas francesas para senhoras. 
Em 1874, ela deu à luz um filho chamado Honoré Palmer, e em 1875, ela deu à luz o filho Potter Palmer II. Ambos tiveram filhos com o nome Potter Palmer III, bem como as outras crianças.
Ela foi um dos primeiros membros do Clube da Mulheres de Chicago, parte da Federação Geral de Clubes de Mulheres; este grupo de mulheres trabalhadoras se reuniam para discutir os problemas sociais e desenvolver soluções. Elas apoiaram jardins de infância até fazer parte do sistema escolar de Chicago, e fez campanha para o baixo custo do leita as crianças pobres e uma melhor assistência para as crianças de mães presas.

## Morte
Após sua morte em sua residência de inverno, The Oaks em Osprey, Flórida, seu corpo foi devolvido a Chicago para repousar na Mansão Palmer, a suntuosa mansão que Potter Palmer tinha construído na cidade. Bertha Palmer está enterrada ao lado de seu marido, no cemitério Graceland.